# Kurt Haupt
Kurt Stanley Haupt (* 17. Januar 1989 in Johannesburg, Südafrika) ist ein deutscher Rugby-Union-Nationalspieler auf der Position des Haklers.
Er begann seine Karriere im Jugendteam der Blue Bulls in Pretoria, für die er auch als Erwachsener antrat. Weiterhin spielte er für die SWD Eagles, die Southern Kings und zuletzt für die englischen Worcester Warriors. 2018 wurde er ins Aufgebot der deutschen Rugby-Union-Nationalmannschaft berufen.